# Minardi M189
Minardi M189 — гоночный автомобиль Формулы-1, разработанный командой Minardi и построенный для участия в чемпионате 1989 года.

## История
В 1989 году Минарди получил итальянские шины Pirelli, которые давали надежду на улучшение скоростных характеристик автомобиля. В первых трёх гонках чемпионата использовалось модернизированное прошлогоднее шасси M188B.
Начало сезона было обескураживающим: в первых семи Гран-при ни один из пилотов не смог закончить гонку, а Луис Перес Сала к тому же два раза не попадал на старт гонки, но на восьмом этапе Чемпионата Мира, проходившем в Великобритании пилоты Minardi сотворили сенсацию, оба финишировав в зачётной шестёрке, Пьерлуиджи Мартини - 5-й, Луис Перес - 6-й. Глава команды Джанкарло Минарди до сих пор вспоминает эту гонку, считая её одной из лучших и пользуясь случаем делится впечатлениями в своих интервью.
Мартини в течение всего сезона показывал достойные результаты в квалификациях, под занавес сезона шокировав формульную общественность : 5-е место в Португалии, 4-е в Испании и 3-е на заключительной гонке в Австралии. (Отставание от поула Сенны всего 0,958 с).
На Гран-при Португалии произошло невероятное событие в истории команды, больше так и не повторённое и не превзойдённое - Мартини на протяжении целого круга возглавлял пелетон, в итоге финишировав пятым. В Японии вместо Мартини за руль сел Паоло Барилла, который так и не проехал ни одного круга в гонке. В Австралии Мартини опять зарабатал очки, на сей раз за шестое место, а Сала не прошёл предквалификацию.
Мартини и Барилла использовали шасси M189 на первых двух этапах чемпионата 1990 года. На третьем этапе появилась новая M190.

## Результаты в гонках
| Год  | Команда | Двигатель                | Шины | Пилоты  | 1    | 2    | 3   | 4    | 5    | 6    | 7    | 8   | 9   | 10   | 11  | 12  | 13  | 14   | 15   | 16  | Место | Очки |
| ---- | ------- | ------------------------ | ---- | ------- | ---- | ---- | --- | ---- | ---- | ---- | ---- | --- | --- | ---- | --- | --- | --- | ---- | ---- | --- | ----- | ---- |
| 1989 | M190    | Ford Cosworth DFR 3,5 V8 | P    |         | БРА  | САН  | МОН | МЕК  | США  | КАН  | ФРА  | ВЕЛ | ГЕР | ВЕН  | БЕЛ | ИТА | ПОР | ИСП  | ЯПО  | АВС | 11    | 6    |
| 1989 | M190    | Ford Cosworth DFR 3,5 V8 | P    | Мартини |      |      |     | Сход | Сход | Сход | Сход | 5   | 9   | Сход | 9   | 7   | 5   | Сход |      | 6   | 11    | 6    |
| 1989 | M190    | Ford Cosworth DFR 3,5 V8 | P    | Барилла |      |      |     |      |      |      |      |     |     |      |     |     |     |      | Сход |     | 11    | 6    |
| 1989 | M190    | Ford Cosworth DFR 3,5 V8 | P    | Сала    |      |      |     | НКВ  | Сход | Сход | НКВ  | 6   | НКВ | Сход | 15  | 8   | 12  | Сход | Сход | НКВ | 11    | 6    |
| 1990 | M189    | Ford Cosworth DFR 3,5 V8 | P    |         | США  | БРА  | САН | МОН  | КАН  | МЕК  | ФРА  | ВЕЛ | ГЕР | ВЕН  | БЕЛ | ИТА | ПОР | ИСП  | ЯПО  | АВС | НКЛ   | 0    |
| 1990 | M189    | Ford Cosworth DFR 3,5 V8 | P    | Мартини | 7    | 9    |     |      |      |      |      |     |     |      |     |     |     |      |      |     | НКЛ   | 0    |
| 1990 | M189    | Ford Cosworth DFR 3,5 V8 | P    | Барилла | Сход | Сход |     |      |      |      |      |     |     |      |     |     |     |      |      |     | НКЛ   | 0    |

| Легенда к таблице |                                                                    |
| --- | ------------------------------------------------------------------ |
| В таблице перечислены результаты всех Гран-при Формулы-1, в которых использовался автомобиль. Строками таблицы являются сезоны, столбцами — этапы чемпионата мира. В каждой клетке указаны сокращённое название этапа и результат, дополнительно обозначенный цветом. Расшифровка обозначений и цветов представлена в нижеследующей таблице. |                                                                    |
| \| Пример \| Описание \| \| ------------ \| ------------------------------------------------------------------ \| \| 1 \| Победитель \| \| 2 \| Второе место \| \| 3 \| Третье место \| \| 5 \| Финишировал, заработав очки \| \| Сход \| Не финишировал, но при этом заработал очки \| \| 12 \| Финишировал, не получив очков \| \| НКЛ \| Финишировал, но не попал в финальную классификацию \| \| 15 \| Участвовал вне зачёта, либо по отдельной классификации \| \| 18 \| Не финишировал, но попал в финальную классификацию \| \| Сход \| Не финишировал \| \| НКВ \| Не прошёл квалификацию \| \| НПКВ \| Не прошёл предквалификацию \| \| ДСК \| Дисквалифицирован \| \| ИСК \| Исключён из протокола соревнований \| \| ТТ \| Заявлен для участия только в тренировках \| \| НС \| Участвовал в квалификации, но не стартовал в гонке \| \| Т \| Травмирован или болен \| \| ОТК \| Отказ от участия \| \| НТР \| Прибыл на соревнования, но на трассу не выезжал \| \| НПР \| Был заявлен в числе участников, но не прибыл к началу соревнований \| \| О \| Соревнования отменены \| \| \| Не участвовал \| \| Поул-позиция \| \| \| Быстрый круг \| \| |                                                                    |
| Пример | Описание                                                           |
| 1 | Победитель                                                         |
| 2 | Второе место                                                       |
| 3 | Третье место                                                       |
| 5 | Финишировал, заработав очки                                        |
| Сход | Не финишировал, но при этом заработал очки                         |
| 12 | Финишировал, не получив очков                                      |
| НКЛ | Финишировал, но не попал в финальную классификацию                 |
| 15 | Участвовал вне зачёта, либо по отдельной классификации             |
| 18 | Не финишировал, но попал в финальную классификацию                 |
| Сход | Не финишировал                                                     |
| НКВ | Не прошёл квалификацию                                             |
| НПКВ | Не прошёл предквалификацию                                         |
| ДСК | Дисквалифицирован                                                  |
| ИСК | Исключён из протокола соревнований                                 |
| ТТ | Заявлен для участия только в тренировках                           |
| НС | Участвовал в квалификации, но не стартовал в гонке                 |
| Т | Травмирован или болен                                              |
| ОТК | Отказ от участия                                                   |
| НТР | Прибыл на соревнования, но на трассу не выезжал                    |
| НПР | Был заявлен в числе участников, но не прибыл к началу соревнований |
| О | Соревнования отменены                                              |
| | Не участвовал                                                      |
| Поул-позиция |                                                                    |
| Быстрый круг |                                                                    |